# 네이키드 뉴스
네이키드 뉴스(Naked News)는 캐나다에서 제작한 성인 취향의 뉴스 프로그램이다. 여성 앵커들이 나체로 뉴스를 진행하는 것으로 유명하다. 본사는 캐나다 토론토에 위치해 있으며 여러 나라에 지사가 있다. 2009년엔 대한민국에서도 서비스를 진행했으나 결국 한 편의 사기극으로 끝나고 말았다.

## 역사
네이키드 뉴스는 페르난도 페레이라(Fernando Pereira)와 커비 스타시나(Kirby Stasyna)에 의해 구상되었으며 1999년 12월에 웹 기반 뉴스 서비스로서 전부 여성 출연자들을 특징으로 시작되었다. 처음엔 2015년에 퇴사한 빅토리아 싱클레어(Victoria Sinclair) 한 명의 앵커로 시작되었지만 현재는 점점 성장하여 8명의 여성 앵커들과 게스트 앵커들로 구성되었다. 웹 사이트는 전적으로 입소문으로 유명해졌고 빠르게 유명한 웹 대상이 되었다. 그것의 유명세가 절정이었던 동안엔 한 달에 600만 명을 넘는 방문자를 받기도 했다. 사이트의 초기 대량의 웹 트래픽 중 일부는 전체 뉴스캐스트를 무료로 볼 수 있었고 광고에 의해 지원되었기 때문이었다. 2002년을 지나 인터넷 광고의 실패로 오직 뉴스 한 부분만 무료로 볼 수 있었고 2004년을 지나선 웹 사이트에 남아 있는 콘텐츠는 무료가 없다. 2005년 초에 비가입자들도 누디티 프리(nudity-free) 버전의 네이키드 뉴스를 구할 수 있게 되었다. 2008년 6월 초엔 2개 뉴스 부분을 무료로 볼 수 있게 되었다. 그러나 이것도 2009년 12월에 종료되었다.
러시아 텔레비전의 유사한 쇼인 '네이키드 트루스(The Naked Truth)의 성공에 따라 네이키드 뉴스 역시 네이키드 뉴스 TV(Naked News TV!)를 출시했으며 최초의 인터넷 뉴스 프로그램은 성공적으로 웹사이트에서 케이블 텔레비전으로 환승했다. 그것은 처음에 2001년 캐나다의 뷰어 초이스 캐나다(Viewers Choice Canada) 방송국에 방송되었고 몇 달 후엔 인 디맨드(iN DEMAND) 케이블 TV의 걸스 곤 와일드(Girls Gone Wild)가 포함된 프로그램 투 머치 포 티비(Too Much for TV) 유료 결제 네트워크를 통해 미국에서도 최초로 방송되었다. 2002년엔 오스트레일리아에서도 케이블과 위성 텔레비전 플랫폼인 폭스텔(Foxtel)과 오스타(Austar)를 통해 방송되었다. 영국 채널 수모 TV(Sumo TV)에서 2008년에 폐국할 때까지 진행한 월요일~금요일 밤 9:30에 진행하는 방송했던 무료 방송 플레이보이 원(Playboy One)을 방송하는 동안에 네이키드 뉴스의 에피소드를 잠시 보여주었다.
2006년에 네이키드 뉴스는 일본어 버전 쇼를 개시했다. 일본의 방송 규제엔 진행자들이 완전히 나체가 되는 것을 금지했기에 그걸 따라서 그들의 속옷을 남기고 벗는 것으로 되었다. 2007년에 일본 정부는 수화로 제공되는 섹션에 대한 보조금 지급을 막는 것으로 방송 가이드라인을 변경했다. 2009년에는 한국어 버전도 개시했다. 한국 역시 일본처럼 진행자들이 나체가 되는 것을 금지했기에 최종적으로는 팬티만 남기고 다 벗는 스트립 방식으로 진행되었으며, 나머지 코너는 처음부터 속옷만 입고 진행했다. 그러나 한국어 버전은 한 달 만에 대사기극으로 끝이 나고 말았다.
남성 버전의 쇼도 2001년에 여성 버전과 유사하게 창시되었으나 여성 버전의 유명세와 명성을 누리지 못해 제작이 중단되었다. 비록 그것은 본래 한 시점에서 웹 관중의 30% 정도라고 말하는 여성 시청자들을 겨냥하고 만든 것이었건만 남성 버전은 스스로 이후에 퀴어 관점으로 홍보했다. 남성 버전은 2007년에 종료되었다.

## 출연자

### 현재 앵커
- 휘트니 세인트 존(Whitney St. John, 2006~ )[7]
- 에일라 애덤스(Eila Adams, 2009~ )
- 마리나 벌몬트(Marina Valmont, 2012~2013, 2017~ )
- 이사벨라 로시니(Isabella Rossini, 2014~2017, 2019~ )
- 매디슨 베인즈(Madison Banes, 2015~ )
- 알라나 블레어(Alana Blaire, 2017~ )
- 로라 데저레이(Laura Desiree, 2017~ )
- 섀넌 블레이크(Shannon Blake, 2017~ )
- 티아 라로즈(Tia Larose, 2017~ )
- 프랭키 케네디(Frankie Kennedy, 2018~ )

### 게스트 앵커
- 크리스타(Krysta)
- 록샌 오닐(Roxanne O'Neill)
- 로미 레인(Romi Rain)
- 프레슬리 앤(Pressly Ann)
- 마리안(Marianne)

### 과거 앵커
- 빅토리아 싱클레어(Victoria Sinclair, 1999~2015)[8]
- 에린 셔우드(Erin Sherwood, 2000~2003)
- 홀리 웨스턴(Holly Weston, 2000~2001, 2002~2004)
- 록샌 웨스트(Roxanne West, 2001~2012)
- 릴리 콴(Lily Kwan, 2001~2009)
- 샌드린 레너드(Sandrine Renard, 2001~2008)
- 아테나 킹(Athena King, 2001~2003, 2005~2006)
- 브룩 로버츠(Brooke Roberts, 2001~2002)
- 미쉘 판톨리아노(Michelle Pantoliano, 2002~2006)
- 에리카 스티븐(Erica Stevens, 2002~2006, 2007~2008, 2011~2015)
- 사만다 페이지(Samantha Page, 2003~2005)
- 애슐리 제닝(Ashley Jenning, 2003~2005)
- 카메론 쇼어(Cameron Shore, 2005~2006)
- 키무라 유키코(Yukiko Kimura, 2005~2007)
- 캐서린 커티스(Katherine Curtis, 2008~2017)
- 컬리 베이(Carli Bei, 2014~2018)